# Ганс Говальдт
Ганс Говальдт (нім. Hans Howaldt; 12 листопада 1888, Кіль — 6 вересня 1970, Бад-Швартау)— німецький офіцер-підводник, яхтсмен і підприємець. Капітан-цур-зее крігсмаріне. Кавалер ордена Pour le Mérite.

## Біографія
Син власника верфі Георга Говальдта і його дружини Гелени, уродженої Баммель. 1 квітня 1907 року поступив на службу мічманом в кайзерліхмаріне. Учасник Першої світової війни. З 2 серпня 1914 року — ад'ютант на лінкорі «Ельзас». В 1916 році перейшов у підводний флот. Був командиром підводних човнів UC 4 (21 жовтня — 26 листопада 1916), UB 40 (3 грудня 1916 — 14 грудня 1917) і UB 107 (16 лютого — 16 травня 1918), діяв в основному в Ла-Манші.  За бойові заслуги відзначений численними нагородами. Після війни покинув дійсну службу. 
Всього за час бойових дій Говальдт здійснив 11 походів і потопив 63 кораблів загальною водотоннажністю 95 518 брт, пошкодив 11 кораблів (42 819 брт) і захопив як приз один корабель (470 брт).
З 1931 року — виконавчий директор і акціонер компанії Heinrich Zeiss (Unionzeiss) AG.
Під час літніх Олімпійських ігор 1936 року разом із сином Гансом брав участь у вітрильних змаганнях для сім'ї Круппів, був керманичем яхти Альфріда Круппа Germania III, яка здобула бронзову медаль в класі 8-метрових вітрильних човнів. В тому ж році купив у Круппа яхту Germania II, яку переіменував на Inga VIII і перетворив на морський крейсер. В кінці Другої світової війни яхта згоріла на причалі в Потсдамі.
На початку Другої світової війни був призваний на службу в крігсмаріне. З 1939 року служив на штабних посадах в Східній Пруссії і Данцигу, потім — в ОКМ.
Після війни разом із синами відновив сімейну фірму Heinrich Zeiss KG у Франкфурті-на-Майні.

## Сім'я
Був одружений, мав трьох синів — Ганса, Дітріха і Андреаса, які під час Другої світової війни служили на торпедних катерах.

## Нагороди

### Перша світова війна
- Залізний хрест 2-го і 1-го класу
- Королівський орден дому Гогенцоллернів, лицарський хрест з мечами
- Ганзейський Хрест (Гамбург і Любек)
- Орден Корони (Пруссія) 4-го класу
- Pour le Mérite (23 грудня 1917)
- Нагрудний знак підводника

### Міжвоєнний період
- Почесний хрест ветерана війни з мечами[1]
- Медаль «За вислугу років у Вермахті» 4-го, 3-го, 2-го і 1-го класу (25 років)[1]

### Друга світова війна
- Хрест Воєнних заслуг 2-го класу з мечами[1]